# (4763) Ride
(4763) Ride (1983 BM) – planetoida z pasa głównego asteroid okrążająca Słońce w ciągu 4,33 lat w średniej odległości 2,66 j.a. Odkryta 22 stycznia 1983 roku.